# Blepharodon
Blepharodon es un género de plantas fanerógamas de la familia Apocynaceae. Contiene 126 especies. Es originario de América Central y América del Sur donde se desarrolla en los márgenes de los bosques, los bordes de carreteras y en las secas sabanas arenosas o rocosas en alturas de 0-2000 metros.

## Descripción
Son enredaderas herbáceas, raramente arbustos (B. suberectus Schltr.)  o hierbas [B. lineare Decne.), alcanza hasta los 10 m de altura, tiene látex blanco. Generalmente glabro o escasamente pubescente, las hojas son herbáceas o coriáceas, de 0,8-21,5 cm de largo, 0,5-5 cm de ancho, ovadas a lineares, basales obtusas o cuneadas, con el ápice agudo, acuminado o mucronado, ligeramente revoluto, ciliados o no diferenciados, con nervaduras (venas secundarias usualmente visibles rectas y densas).
Las inflorescencias extra-axilares, siempre una por nodo, con 6-14 flores,  pedunculadas o subsésiles, los pedúnculos casi tan largos o más que los pedicelos. Con un número de cromosomas de : 2n= 22 (B. salicinum Decne.).

## Taxonomía
El género fue descrito por Joseph Decaisne y publicado en Prodromus Systematis Naturalis Regni Vegetabilis 8: 603. 1844.

## Especies seleccionadas
- Blepharodon adenopogon
- Blepharodon amazonicum
- Blepharodon ampliflorus
- Blepharodon angustifolius
- Blepharodon anomalum[4]

1. ↑  (en inglés) «Blepharodon». The Genera of Asclepiadoideae, Secamonoideae and Periplocoideae (Apocynaceae): Descriptions, Illustrations, Identification, and Information Retrieval. Universidad de Bayreuth. Consultado el 9 de septiembre de 2009. (enlace roto disponible en Internet Archive; véase el historial, la primera versión y la última).
2. ↑  Especies en  The International Plant Names Index
3. ↑  «Blepharodon». Tropicos.org. Jardín Botánico de Misuri. Consultado el 2 de agosto de 2013.
4. ↑  Lista completa de especies en PPP-index